# José Luis Escobar Alas
José Luis Escobar y Alas (Suchitoto, 10 de marzo de 1959) es un sacerdote y arzobispo salvadoreño que se desempeña como 7° Arzobispo de San Salvador y Presidente de la CEDES.

## Biografía

### Sacerdocio
Fue ordenado sacerdote el 15 de agosto de 1982. 
Sus estudios sacerdotales los cursó en el Seminario San José de la Montaña de San Salvador y en el Seminario mayor de Morelia en México. 
Obtuvo la licencia en filosofía de la Universidad Gregoriana de Roma.
Ejerció el cargo de rector del seminario menor de la diócesis de San Vicente
Fue catedrático del Seminario San José de la Montaña de San Salvador. 
Fue párroco de la basílica de Nuestra Señora del Pilar de San Vicente y vicario general de la misma diócesis. 

## Episcopado

### Obispo en San Vicente
El papa Juan Pablo II lo nombró obispo auxiliar de San Vicente el 19 de enero de 2002.
Fue ordenado obispo el 23 de marzo del mismo año. 
Asumió el cargo de obispo titular de San Vicente el 9 de julio de 2005.

### Arzobispado de San Salvador
El 27 de diciembre de 2008, el papa Benedicto XVI lo nombró 7° Arzobispo de San Salvador.
Tomó posesión el 14 de febrero de 2009.